# Grzegorz Chudzik
Grzegorz Chudzik – polski ratownik górski, naczelnik Grupy Bieszczadzkiej GOPR
Pochodzi z obszaru Puszczy Kozienickiej, zamieszkuje w Czarnej. W wyniku przeprowadzonego konkursu 1 maja 2003 został naczelnikiem Grupy Bieszczadzkiej GOPR. Był ponownie wybierany w kolejnych latach, w tym 2014; został także zastępcą członka zarządu głównego GOPR.

## Odznaczenia
- Krzyż Kawalerski Orderu Odrodzenia Polski (25 sierpnia 2011, „za wybitne zasługi dla ratownictwa górskiego, za działalność na rzecz Górskiego Ochotniczego Pogotowia Ratunkowego”)[5][6].
- Złoty Krzyż Zasługi (9 września 2005, „za zasługi w działalności dla rozwoju ochotniczego ratownictwa górskiego”)[7]